# Protestantse kerk (Ieper)
De protestantse kerk is een kerkgebouw in de West-Vlaamse stad Ieper, gelegen aan Beluikstraat 19.

## Geschiedenis
Het protestantisme in de omgeving van Ieper ontstond in de 2e helft van de 16e eeuw en van 1578-1584 was Ieper een calvinistische republiek. In 1584 werd Ieper ingenomen door Alexander Farnese en volgde onderdrukking van het protestantisme, waarbij ongeveer 100 mensen de dood vonden, en velen vluchtten naar de Republiek der Zeven Verenigde Nederlanden, Duitsland of Engeland.
Vanaf 1677 was er in Ieper opnieuw een protestantse gemeenschap, welke zeker tot einde 18e eeuw functioneerde. In de 19e eeuw was er echter weinig sprake van protestantisme, maar na de Eerste Wereldoorlog kwam er onder andere hulp vanuit de Verenigde Staten. De Foyer Americain aan de hoek van Rijselsestraat en Elisabethlaan was daarvan het brandpunt. Ook evangelisatiewerk vond van daar uit plaats, en zo kwam een Methodistische kerkgemeente tot stand welke in 1923 haar eerste diensten hield, aanvankelijk in de Foyer Americain, vanaf 1935 in een gehuurde zaal aan de Maarschalk Fochlaan.
In 1948 werd een bescheiden kerkje in gebruik genomen aan de Beluikstraat, en dit werd in 1996 vervangen door het huidige kerkgebouw.
De Methodistische kerk in België is in 1978 opgegaan in de Verenigde Protestantse Kerk in België.